# Hermosa (Bataan)
Pour les articles homonymes, voir Hermosa.
Hermosa est une municipalité de la province de Bataan.